# Army Men: Air Attack
Army Men: Air Attack é um jogo eletrônico de tiro em terceira pessoa desenvolvido e publicado pela The 3DO Company para PlayStation, Nintendo 64, Game Boy Color e Microsoft Windows. O jogo se concentra no combate aéreo e apresenta o mesmo protagonista, o Capitão William Blade. É um dos primeiros jogos da série Army Men a utilizar um motor de jogo em 3D em que o terreno e as unidades são renderizados em tempo real.

## Recepção
A versão para Nintendo 64 recebeu "críticas geralmente favoráveis", de acordo com o agregador de críticas Metacritic. Jeff Lundrigan, da NextGen, disse, sobre a versão para PlayStation: "[O jogo] tem muitas ideias legais e boa aparência. Tudo o que ele precisa é de mais níveis, melhor equilíbrio de jogabilidade e um ritmo mais rápido." Por outro lado, Pete Wilson, da Official UK PlayStation Magazine, disse, sobre a mesma versão: "Em suma, os poucos toques decentes do jogo, como a possibilidade de pegar objetos com um gancho, são limitados demais para que você queira continuar. Abortar missão..."